# Carthamus balearicus
Carthamus balearicus es una especie de plantas fanerógamas perteneciente a la familia de las asteráceas.

## Hábitat
Es endémica del mediterráneo occidental, principalmente en Menorca en las Islas Baleares donde crece en  las zonas costeras suaves cercanas al mar, en ambientes de suelos secos y no muy expuestos al viento marino. Está legalmente protegidas en el  Catálogo Nacional y Convenio de Berna.

## Descripción
Es un arbusto con la forma de cojín espinoso tan característico de las comunidades vegetales litorales de Baleares (Menorca en particular). De todos los endemismos con esta morfología éste es el más raro, de hecho está catalogado como en peligro de extinción. Se puede reconocer por sus espinas, muy agudas y agrupadas como unos tenedores de tres brazos. Las flores son amarillas y siempre están defendidas por las espinas. 

## Taxonomía
Carthamus balearicus fue descrita por Juan Joaquín Rodríguez y Femenías (1839-1905), bajo el nombre de Centaurea balearica J.J.Rodr. y publicado en Bull. Soc. Bot. France 16: 237 (1869). En el año 1988 fue ubicada en un nuevo género dedicado al autor que descubrió la planta con el nombre de Femeniasia balearica (J.J.Rodr.) Susanna, publicada en  Collect. Bot. (Barcelona) 17(1): 84 (1988). Más tarde ha sido recombinada con el nombre actual por Werner Rodolfo Greuter y publicado en Willdenowia 33(1): 53 (2003).
Citología
Número de cromosomas de Carthamus balearicus (Fam. Compositae) y táxones infraespecíficos: 2n=18
Etimología
Carthamus: nombre genérico que tomó Linneo latinizando el nombre árabe «Kârtum», raíz semítica que significa «tinte», en alusión a sus cualidades.
balearicus: epíteto geográfico que alude a su localización en las Islas Baleares.
Sinonimia
- Acosta balearica (J.J.Rodr.) Holub
- Centaurea balearica J.J.Rodr.
- Femeniasia balearica (J.J.Rodr.) Susanna	[5]